# Калиманел (Харгита)
Калиманел (рум. Călimănel) насеље је у Румунији у округу Харгита у општини Топлица. Oпштина се налази на надморској висини од 661 m.

## Становништво
Према подацима из 2002. године у насељу је живело 967 становника.

### Попис2002.
| Расподела становништва по националности 2002.‍ | Расподела становништва по националности 2002.‍ | Расподела становништва по националности 2002.‍ | Расподела становништва по националности 2002.‍ | Расподела становништва по националности 2002.‍ |
| --------------------------------------------- | --------------------------------------------- | --------------------------------------------- | --------------------------------------------- | --------------------------------------------- |
|                                               |                                               |                                               |                                               |                                               |
| Румуни                                        | Румуни                                        |                                               | 932                                           | 96,4%                                         |
| Мађари                                        | Мађари                                        |                                               | 28                                            | 2,9%                                          |
| Роми                                          | Роми                                          |                                               | 7                                             | 0,7%                                          |